# Helle Thorning-Schmidt
Helle Thorning-Schmidt (pronuncia danese ˈhɛlə ˈtoɐ̯neŋ ˈsmed; Rødovre, 14 dicembre 1966) è una politica danese, presidente dei Socialdemocratici e, dal 3 ottobre 2011 al 24 giugno 2015, 51º ministro di Stato della Danimarca, divenendo così la prima donna a ricoprire tale incarico nel suo Paese. Europarlamentare dal 1999 al 2005, al termine dell'attività politica, è stata dall'aprile 2016 al giugno 2019 amministratore delegato della ONG Save the Children.

## Biografia
Figlia di un professore di matematica ed economia all'Università di Copenaghen, Holger, la Thorning-Schmidt terminò gli studi secondari al liceo di Ishøj nel 1985 ed entro quindi all'Università di Copenaghen, dove ottenne nel 1994 un master in scienze politiche. L'anno precedente, aveva conseguito un master in studi europei al Collegio d'Europa, a Bruges.
Capo della segreteria della delegazione danese dei Socialdemocratici al Parlamento europeo dal 1994 al 1997, divenne in seguito consulente internazionale per la confederazione sindacale LO fino al 1999.
Oltre al danese, parla fluentemente inglese e francese.

## Carriera politica
Thorning-Schmidt è stata eletta membro del Parlamento europeo nel 1999 e nel 2004. Nel 2005 si è dimessa dall'incarico ed è entrata a far parte del parlamento danese.
Dal 2006 è stata eletta segretario dei Socialdemokraterne, rimpiazzando Mogens Lykketoft. Alle elezioni parlamentari del 2007 i socialdemocratici persero lo 0,4% (e due seggi) rispetto alle consultazioni di due anni prima, ma ridussero lo svantaggio di parlamentari con i liberali di Anders Fogh Rasmussen da cinque a uno.

### Deputato europeo e poi nazionale
La Thorning-Schmidt scoprì la politica al liceo lottando contro l'apartheid in favore di Nelson Mandela, e divenne membro dei Socialdemokraterne nel 1993. Fu eletta deputata europea alle elezioni del 10 giugno 1999 e sedette nei banchi del Partito del Socialismo Europeo e della commissione del Lavoro e degli Affari sociali, ed occupò la vicepresidenza della delegazione delle relazioni con la Lettonia. Nel marzo del 2003, si candidò alle elezioni parlamentari del 2005, convocate l'8 febbraio, venendo eletta nel Folketing.

### Capo dell'opposizione danese
Le elezioni furono vinte dai liberali di Anders Fogh Rasmussen, il presidente dei socialdemocratici, l'ex ministro Mogens Lykketoft, si dimise la sera stessa dal vertice del partito. Due giorni dopo, il comitato esecutivo decise che il leader della formazione politica sarebbe stato eletto dai militanti. La Thorning-Schmidt decise di presentare la propria candidatura contro il deputato Frank Jensen, che sosteneva una linea più a sinistra. 

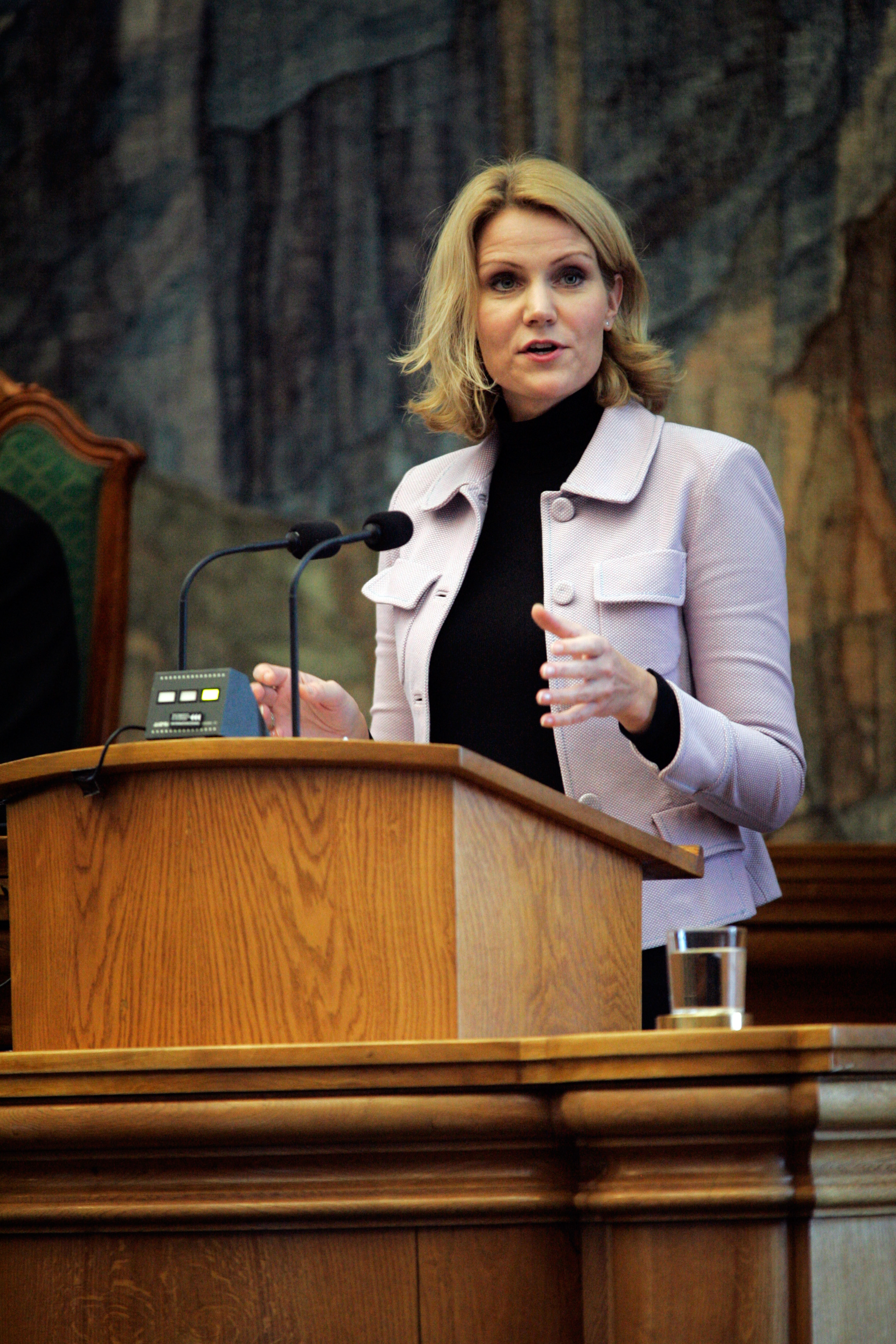
La Thorning-Schmidt al congresso socialdemocratico del 2006

Il 12 aprile 2005 fu eletta presidente dei Socialdemokraterne con il 53,2% dei voti, divenendo la prima donna a dirigere il partito.
Nella campagna per le elezioni parlamentari del 2007, si oppose ai tagli fiscali promessi dal primo ministro Anders Fogh Rasmussen, poiché lei sosteneva l'aumento dello Stato sociale e la convocazione di un referendum sul trattato di Lisbona, presentando un programma in cui proponeva di combattere le crescenti disuguaglianze sociali ed il riscaldamento globale, con l'incremento delle energie rinnovabili fino a portarle a produrre il 45% dell'elettricità danese nel 2025. Anche se la sua formazione perse due seggi al Folketing, ma meno di mezzo punto percentuale nel suffragio, la sua leadership dei Socialdemocratici non fu messa in discussione.
A partire da queste elezioni, la Thornig-Schmidt affermò la sua volontà di creare una coalizione politica di centro-sinistra con il Partito Popolare Socialista (SF) e la Sinistra Radicale (RV), col sostegno esterno dell'Alleanza Rosso-Verdi (ERG). Ricevette quindi il sostegno del presidente del SF, Villy Søvndal, e di Margrethe Vestager, leader di RV. Secondo un sondaggio dell'agosto 2011, una tale alleanza avrebbe ottenuto il 51,5% dei voti e avrebbe avuto la netta maggioranza del Parlamento, con 91 deputati contro 84.
Durante la campagna elettorale per le elezioni parlamentari del 2011, il tabloid BT l'accusò di frode fiscale. Le autorità fiscali condussero un'inchiesta e concluse che quelle accuse erano infondate. BT pubblicò allora un documento contenente delle informazioni private, tra cui che Helle Thorning-Schmidt aveva pagato meno tasse di quanto avesse dovuto ma che c'era prescrizione. Nel dicembre 2011, un funzionario del ministero delle Finanze rivelò alla polizia danese che era stato il ministro Troels Lund Poulsen a trasmettere quelle informazioni alla stampa. L'affare fece scandalo e fu creata una commissione parlamentare d'inchiesta.
Il giorno delle elezioni, anche se SD regredì leggermente al 24,9% dei voti con 44 deputati, perdendo un seggio, la sinistra ottenne in totale 89 eletti, tre in più rispetto alla destra. Così lei vinse, ma il suo partito scese leggermente, dovendo fare i conti con i partiti della coalizione rossa.

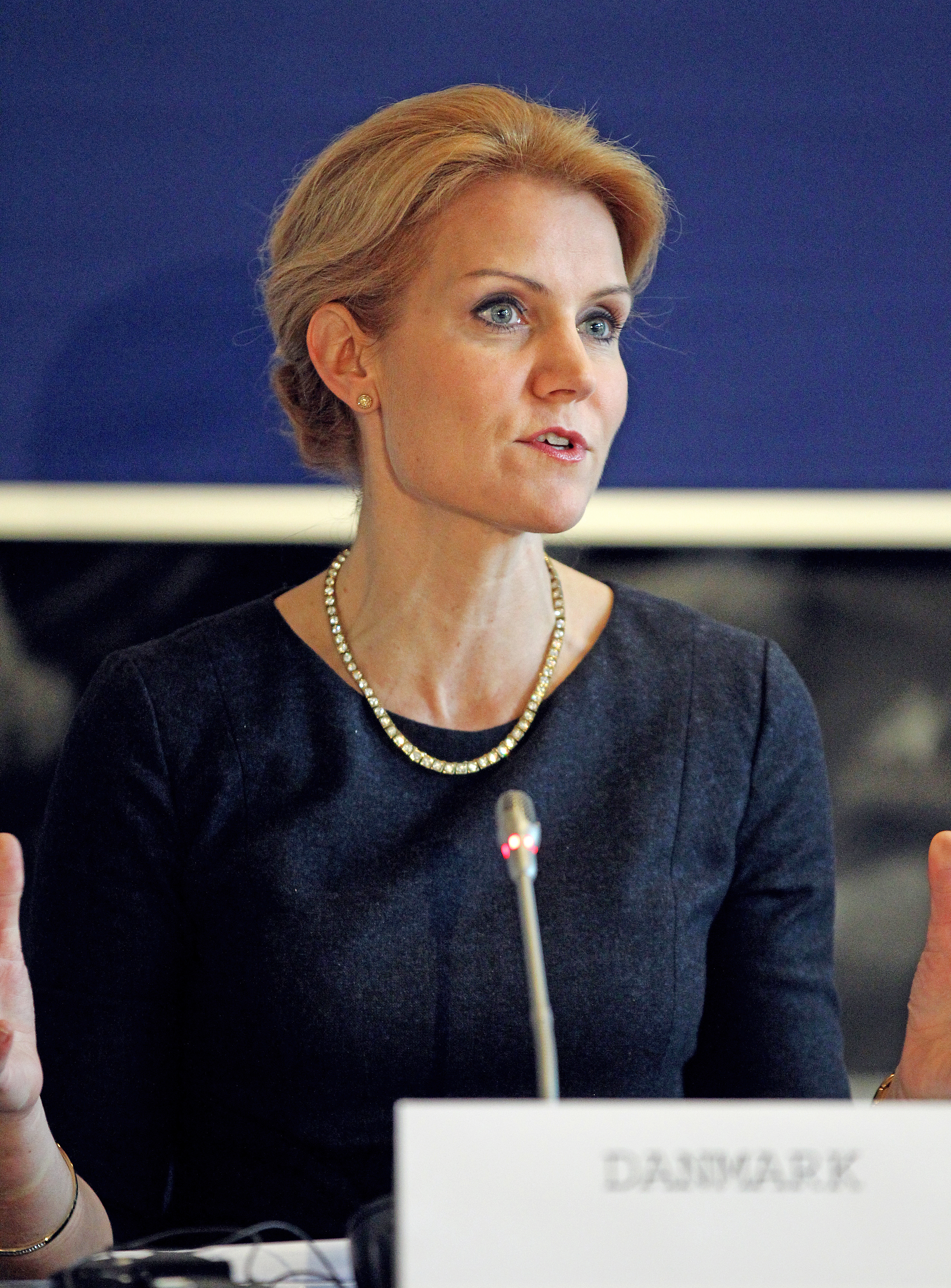
Nel 2011, pochi giorni dopo l'elezione a primo ministro

### Ministro di Stato
Il 2 ottobre 2011, a seguito delle elezioni vinte di stretta misura, Helle Thorning-Schmidt fu nominata Primo Ministro, diventando la prima donna a ricoprire questa carica, alla testa di una coalizione tra i Socialdemocratici, la Sinistra Radicale ed il Partito Popolare Socialista, che è però minoritaria nel Folketing con 77 deputati su 179. Essa tuttavia dispone del sostegno esterno della Lista dell'Unità - I Rosso-Verdi (EL) e di tre deputati della Groenlandia e delle Fær Øer.
Dal 1º gennaio al 30 giugno 2012 è stata presidente di turno della presidenza del Consiglio dell'Unione europea.
La decisione di vendere una parte della società pubblica di energia Dong alla banca americana d'investimenti Goldman Sachs portò ad una crisi di governo. Il 30 gennaio 2014, i sei ministri del SF presentarono le dimissioni per esprimere il dissenso con tale azione, assicurando però di non passare all'opposizione. Con la sua coalizione ridotta a solo due partiti, il Primo Ministro Thorning-Schmidt formò quattro giorni dopo il suo secondo governo.
A seguito dei risultati delle elezioni politiche del 2015 Thorning-Schmidt si è dimessa da Primo Ministro e da leader dei Socialdemocratici, poiché il suo partito, pur rimanendo il primo partito di Danimarca, non arriva né da solo né in coalizione al minimo di 90 seggi per formare un nuovo governo.

### Dopo le dimissioni
Thorning-Schmidt è quindi diventata CEO di Save the Children dall'aprile 2016 al giugno 2019.
Dal 2020 Thorning-Schmidt è co-presidente del consiglio di sorveglianza di Facebook.

## Vita privata
Thorning-Schmidt sposò nel 1996 il politico gallese Stephen Kinnock, diventando la nuora di Neil Kinnock, ex leader del Partito Laburista Britannico e Commissario europeo, e di Glenys Kinnock, ex ministro britannico per l'Europa. Ha incontrato suo marito mentre entrambi frequentavano il Collegio d'Europa. Hanno due figlie, Johanna e Camilla. 

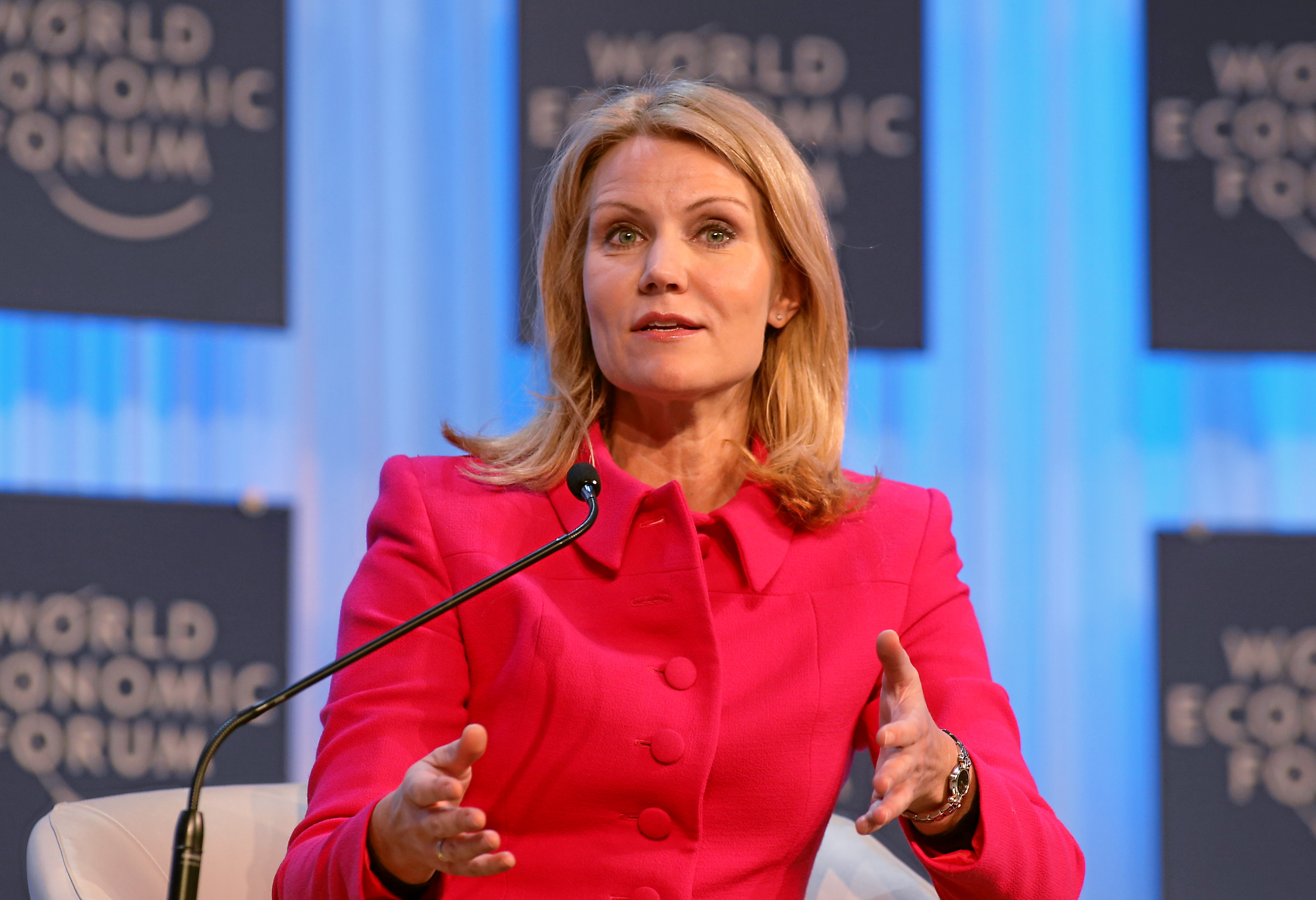
Helle Thorning-Schmidt nel 2013.

Thorning-Schmidt ha vissuto a Copenaghen con i loro figli, mentre il marito risiedeva in parte a Davos, in Svizzera, dove ha lavorato come direttore per il World Economic Forum. Nel 2014, il marito ha lavorato per Xyntéo con sede a Londra come amministratore delegato per il "Global Leadership and Technology Exchange", ed è stato eletto deputato per Aberavon (Galles) alle elezioni generali del Regno Unito del 2015. La famiglia vive a Kilburn, Londra. Thorning-Schmidt è anche membro del Partito Laburista Britannico e ha fatto campagna per suo marito.